# Abbas Araghtchi
Abbas Araghtchi (en persan : عباس عراقچی), né le 5 décembre 1962 à Téhéran, est un diplomate et homme politique iranien.
De 2017 à 2021, il est vice-ministre politique des Affaires étrangères et négociateur de l'Iran dans le cadre des échanges pour le retour de l'Iran et des États-Unis au sein de l'accord de Vienne sur le nucléaire iranien (JCPOA) jusqu'en septembre 2021,.
Le 21 août 2024, il est nommé ministre des Affaires étrangères sous le gouvernement de Massoud Pezechkian.
En février 2025, Araghtchi et Mohammad Ghalibaf, le président de l'Assemblée nationale, représentent l'Iran aux funérailles du secrétaire général du Hezbollah libanais Hassan Nasrallah à Beyrouth.
A partir d'avril 2025, il est en charge de conduire pour l'Iran les négociations entre les États-Unis et l'Iran sur son programme nucléaire.